# Penser avec les mains
 (août 2007).
Si vous disposez d'ouvrages ou d'articles de référence ou si vous connaissez des sites web de qualité traitant du thème abordé ici, merci de compléter l'article en donnant les références utiles à sa vérifiabilité et en les liant à la section « Notes et références ».
Penser avec les mains est un ouvrage de l'écrivain suisse Denis de Rougemont paru en 1936. 

## Résumé
La montée des totalitarismes se confirme. Le "nouvel ordre mondial" engendre surtout un désordre du monde moderne, une rupture entre la pensée et l'action. Denis de Rougemont affirme qu'au-delà de la décadence de la société et de la vulgarité du rationalisme de gauche comme de droite, l'homme conserve un potentiel pour restaurer une communauté vivante, qui prenne en compte toutes les dimensions de la personne.
Pour Rougemont, la notion chrétienne d'unité doit être replacée au centre de la réflexion. L'auteur postule la réincarnation d'une culture authentique, basée sur une pensée qui se traduit par des actes. Une pensée n'a d'effet que si ceux-ci s'avèrent utiles et concrets dans le quotidien de la personne. Denis de Rougemont prône un existentialisme éthique.